# Реполовские
Реполовские — дворянский род.
Пётр и Дмитрий Максимовы дети Реполовские в службу вступили: первый в 1767, а последний в 1769 году. Майорами произведены: Петр в 1778, а Дмитрий в 1788 годах, и находясь в сем чине, 10.2.1793 г пожалованы на дворянское достоинство Дипломом, с коего копия хранится в Герольдии.

## Описание герба
В щите имеющем голубое поле между двух серебряных восьмиугольных звёзд изображено серебряное стропило и под ним золотая шпага остриём обращённая вниз.
Щит увенчан дворянскими шлемом. Нашлемник: три страусовых пера. Намёт на щите голубой, подложенный серебром. Герб Реполовских внесён в Часть 2 Общего гербовника дворянских родов Всероссийской империи, стр. 147.